# エルロンの車両

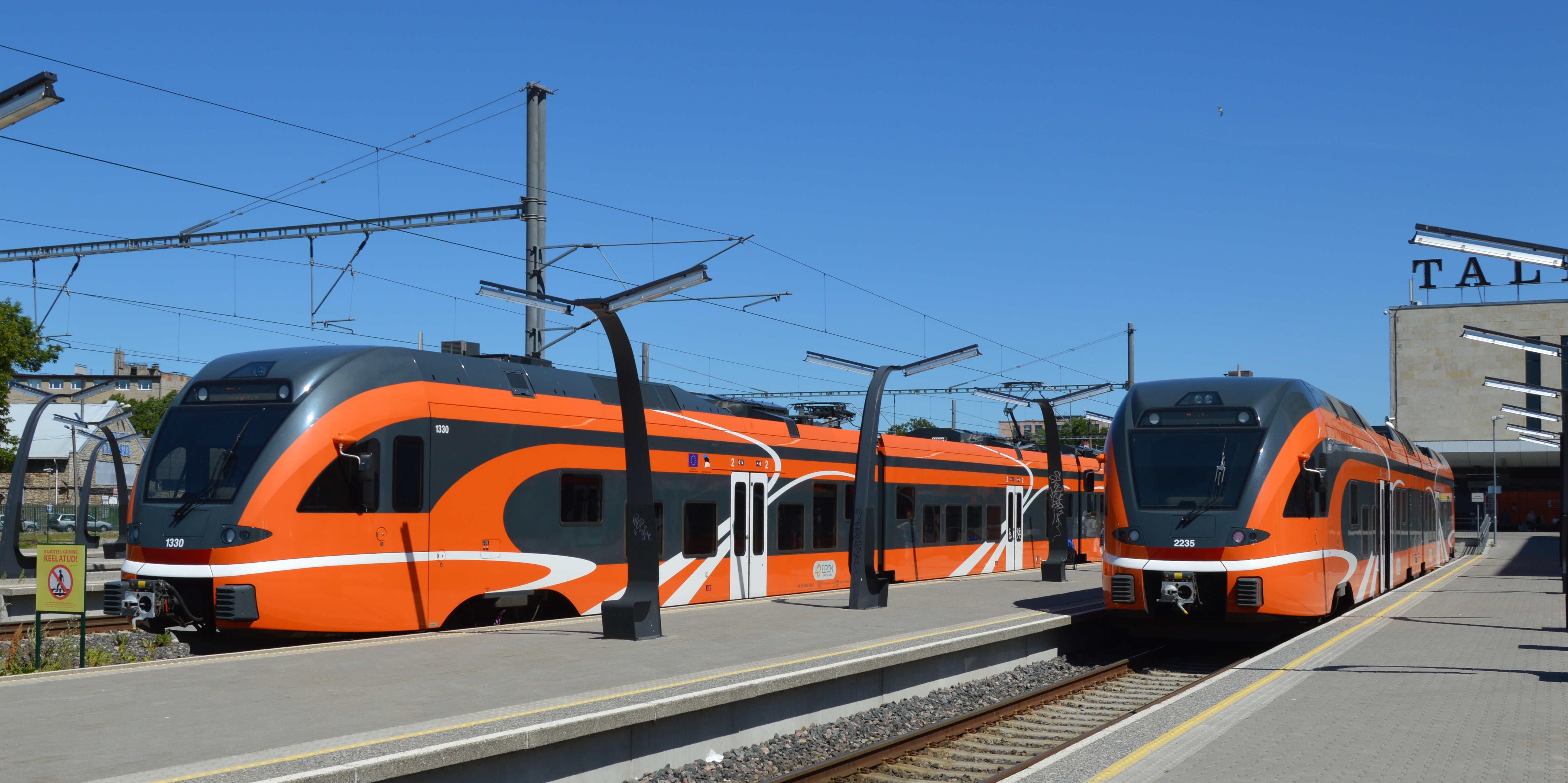
エストニア・バルト駅に停車するエルロンの車両

この項目では、エストニア国内で旅客列車を運行する国有会社のエルロン（エストニア語: Elron）が2019年の時点で所有している電車および気動車について解説する。これらは社名変更前のエレクトリラウッテー（エストニア語: Elektriraudtee）時代の2012年から導入され、それまで使用していたソ連国鉄時代の電車・気動車を全て置き換えた。形式は電車が1300形・1400形、気動車が2200形・2300形・2400形である。

## 概要
2010年8月、エレクトリラウッテーは老朽化が進んだ旧ソ連国鉄の電車・気動車を全面的に置き換えるためにスイスのシュタッドラー・レールと契約を交わし、シュタッドラーが世界規模で展開する鉄道車両ブランドであるFLIRTを導入する事を発表した。内訳は電車が18編成、気動車が20編成で、エストニア独立後最大規模の鉄道車両発注案件となった。
多くのFLIRTが導入されているヨーロッパ各国の鉄道よりも建築限界が大きい旧ソ連国鉄の基準に合わせて、全幅（3,500 mm）や全高（4,500 mm）はそれらの車両よりも大きく設計されており、座席配置についても3列＋2列のクロスシートとなっている。また充電用のコンセントが各座席の壁際に設置されている他、wi-fi通信も可能である。運転台付近を除いた車内の70％は床上高さ580 mmの超低床構造となっており、車椅子用乗降スロープやバリアフリー対応トイレ、自転車用フロアなど様々な利用客に適した設計となっている。またFLIRTの導入に併せ、エストニアの各旅客駅のプラットホームの高さがそれまでの1,100 - 1,300 mmから550 mmにまで下げられている。
各編成の車両番号は電車・気動車の区別なく通し番号となっている他、エストニア各地の地名にちなんだ愛称が付けられている。また電車編成と気動車編成は連結し協調運転が可能な設計となっている。
営業運転への導入は2013年から2014年にかけて行われ、旧型車両は全て置き換えられた。また前述のプラットホーム改良など施設の刷新も行われた結果、エルロンの利用客数は2014年6月の時点でFLIRT導入前から約50％も増加した。

## 電車
エストニア国内の電化区間用に導入された電車。3車体連接編成には"1300形"、4車体連接車には"1400形"の形式名が付けられている。車体構造は広軌（1,520mm）路線であるヘルシンキ近郊列車向けに製造されたSm5形電車を基に設計され、電気機器はポーランドやイタリアなど直流3,000 V路線に導入された電車タイプのFLIRTと同様の構造となっている。
2012年11月17日に最初の編成（1401編成）が到着し、試験運転が行われた後、2013年1月7日から営業運転を開始した。同年中に全車両の製造が完了している。

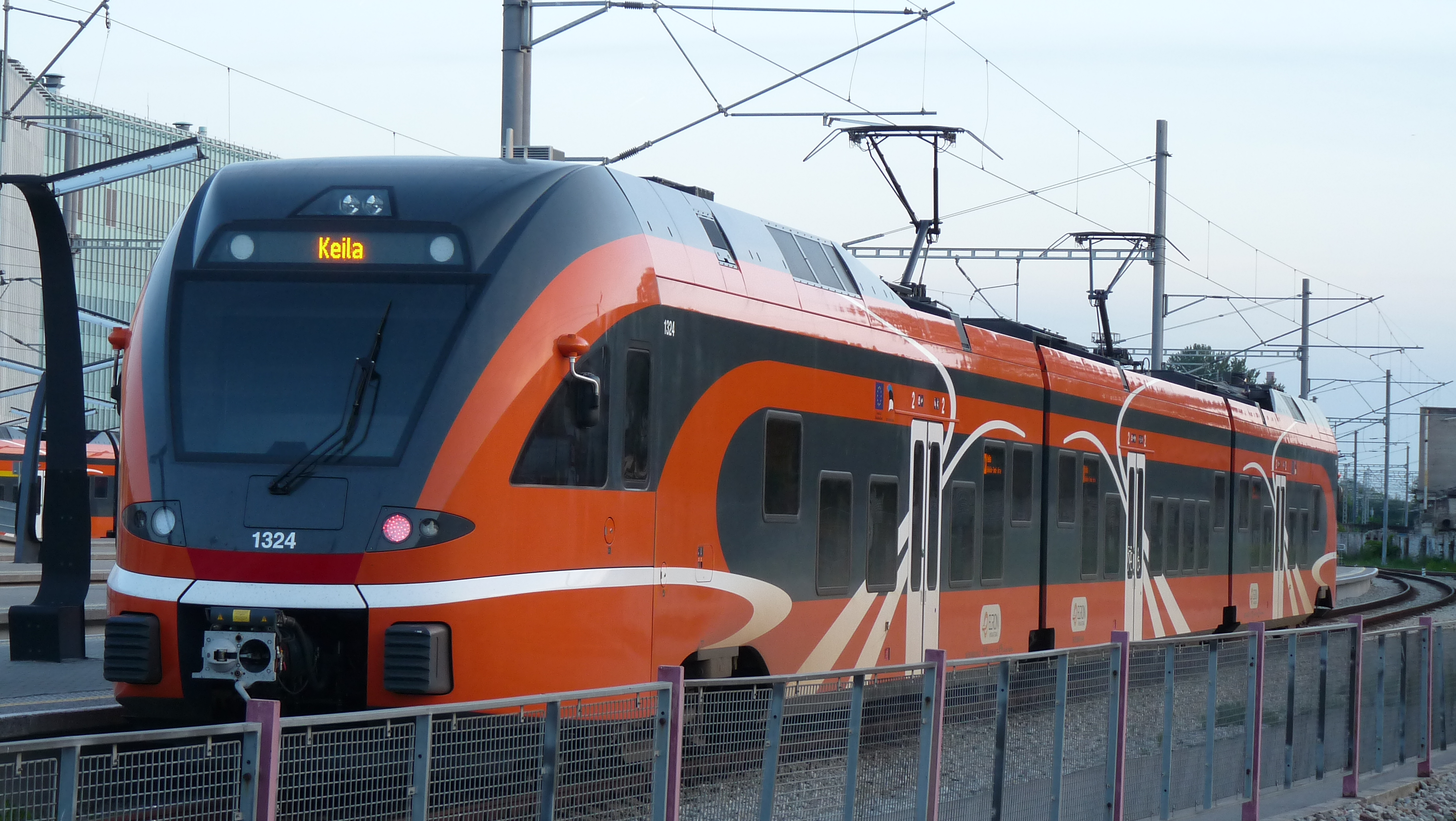
3車体連接車の1300形（1324編成）
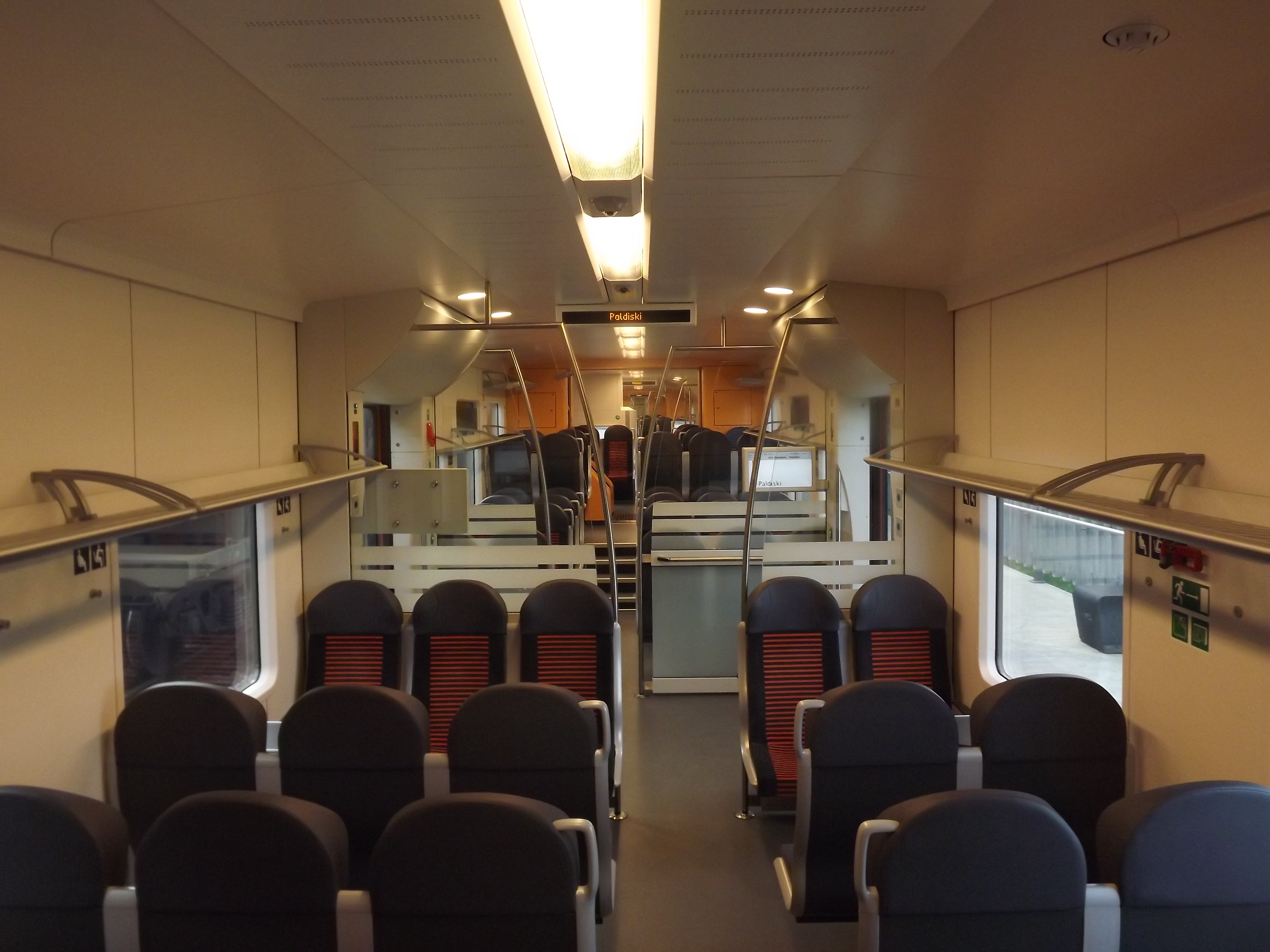
車内

## 気動車
エストニア国内の非電化区間用に導入した車両。2012年12月10日に最初の編成（2404編成）がエストニアに到着した。
FLIRTで初めて気動車方式を採用し、同じくシュタッドラーが世界規模で展開するGTWで採用された、ディーゼルエンジンなど主要機器を搭載したパワーパック（Powerpack）と呼ばれる小型車両を1両中間に挟み、その両側に旅客用車体を繋ぐ連接式列車となっているのが特徴である。編成両数によって形式が分かれており、パワーパックを含む3車体連接車が"2200形"、4車体連接車が"2300形"、5車体連接車が"2400形"である。なお2300形と2400形の中間車体は電車（1300形、1400形）よりも全長が短い。
長距離利用を考慮し、各形式には2列＋2列配置の一等席が1箇所（2200形、2300形）、もしくは2箇所（2400形）に設けられており、外見からは窓上の黄帯で判別する事が出来る。二等席とはコンセントの位置が異なっており、各座席には手すり部分に存在する。
エンジンとしてパワーパック内にカミンズ製のQSK23（671 kw）が2基搭載されており、これを用いてABB製のIGBT素子を用いたCC750DE形発電機を稼働させ、発生した電力は電動機や車内電源に用いられる他、電気ブレーキにも使用される。加えて5車体連接式の2400形では各先頭車の屋根上に設置されたスーパーキャパシタへの充電が行われ、加速時に400 kwの電力を供給する事で燃料費の削減を図る。また緊急時に備えてパワーパックには消火システムが完備されている。
営業運転は2014年1月1日から始まり、同年までに全編成の納入が完了した。非電化区間の他、旧型気動車から受け継いだ電化区間での運用も存在する。

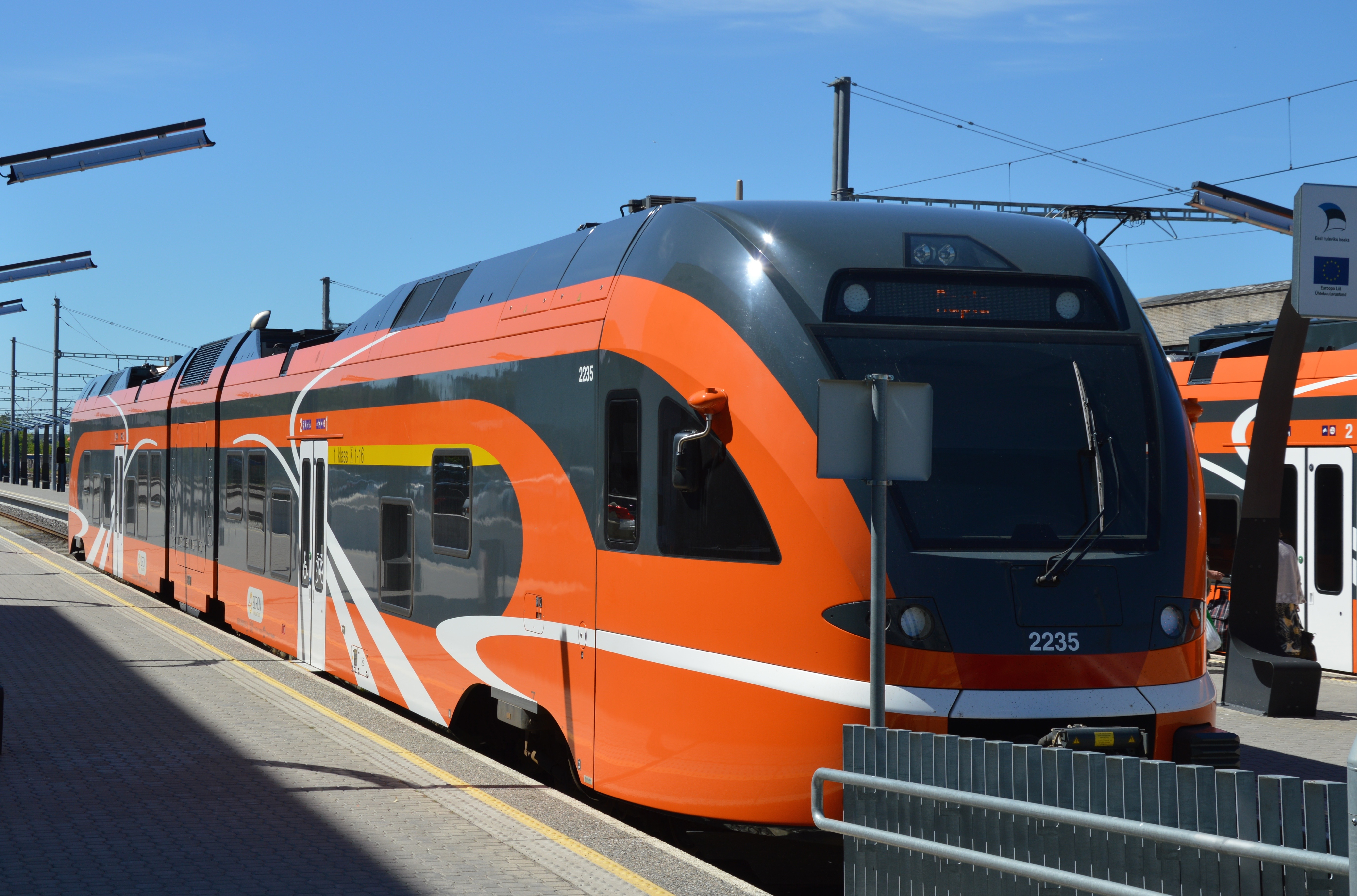
3車体連接車の2200形（2235編成）
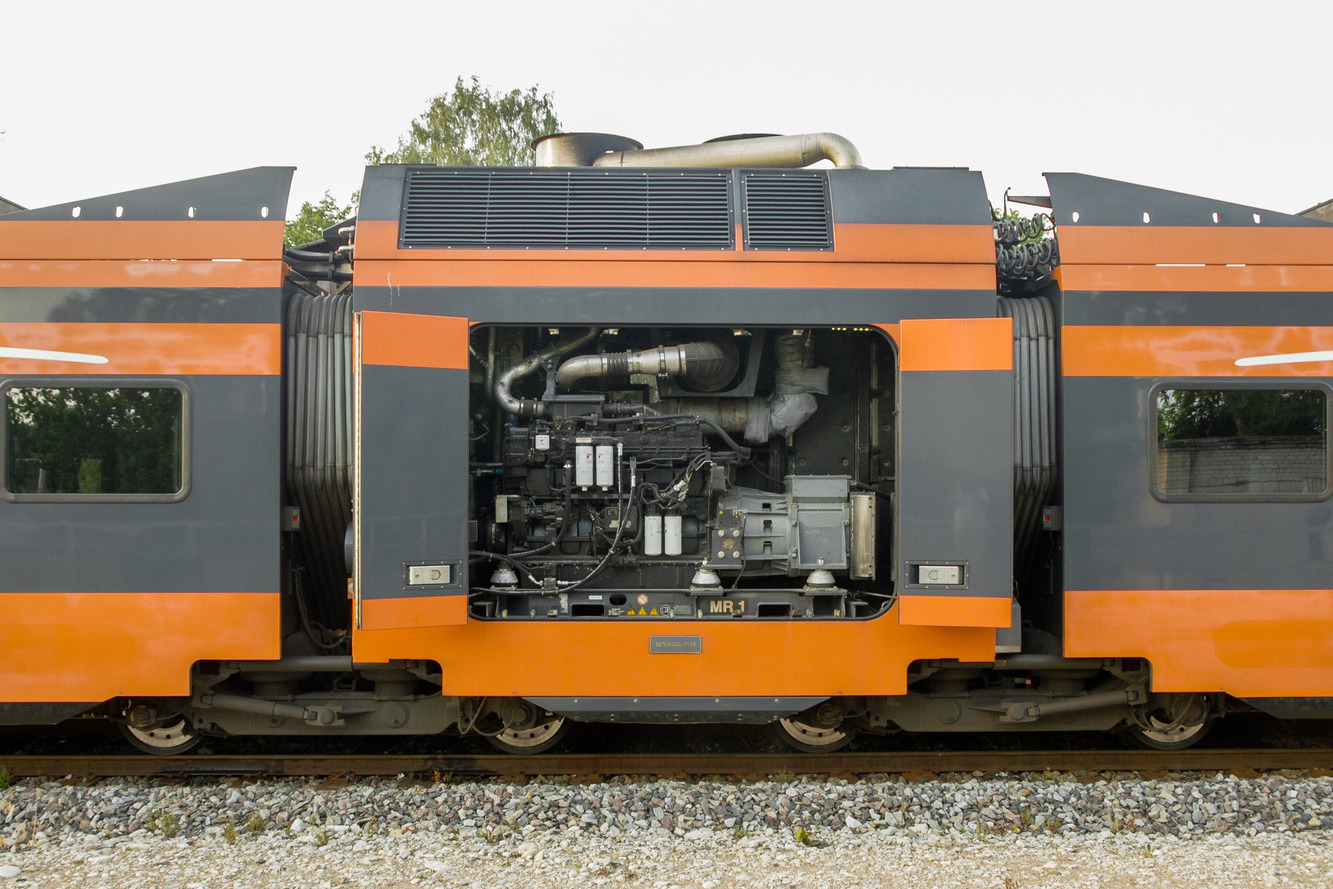
主要機器を搭載した小型車両"パワーパック"
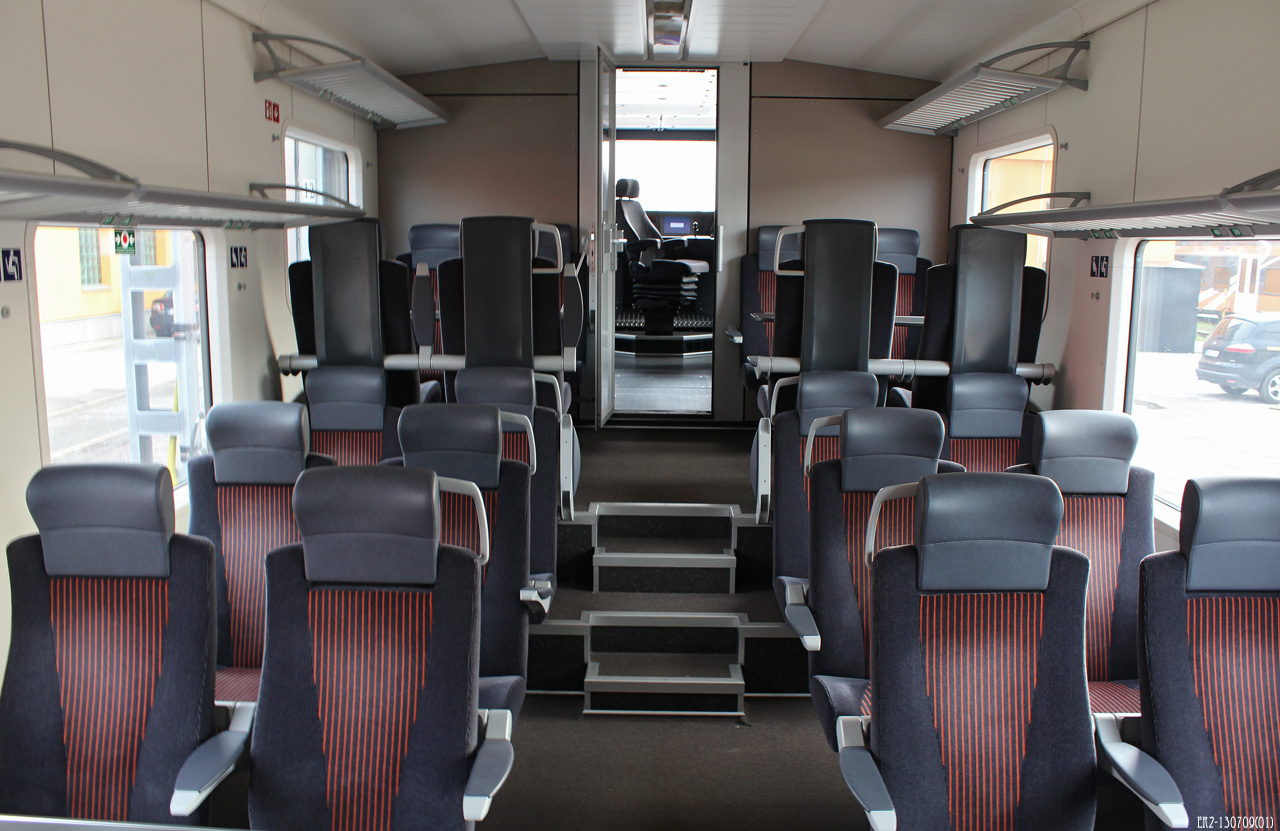
車内の一等席部分
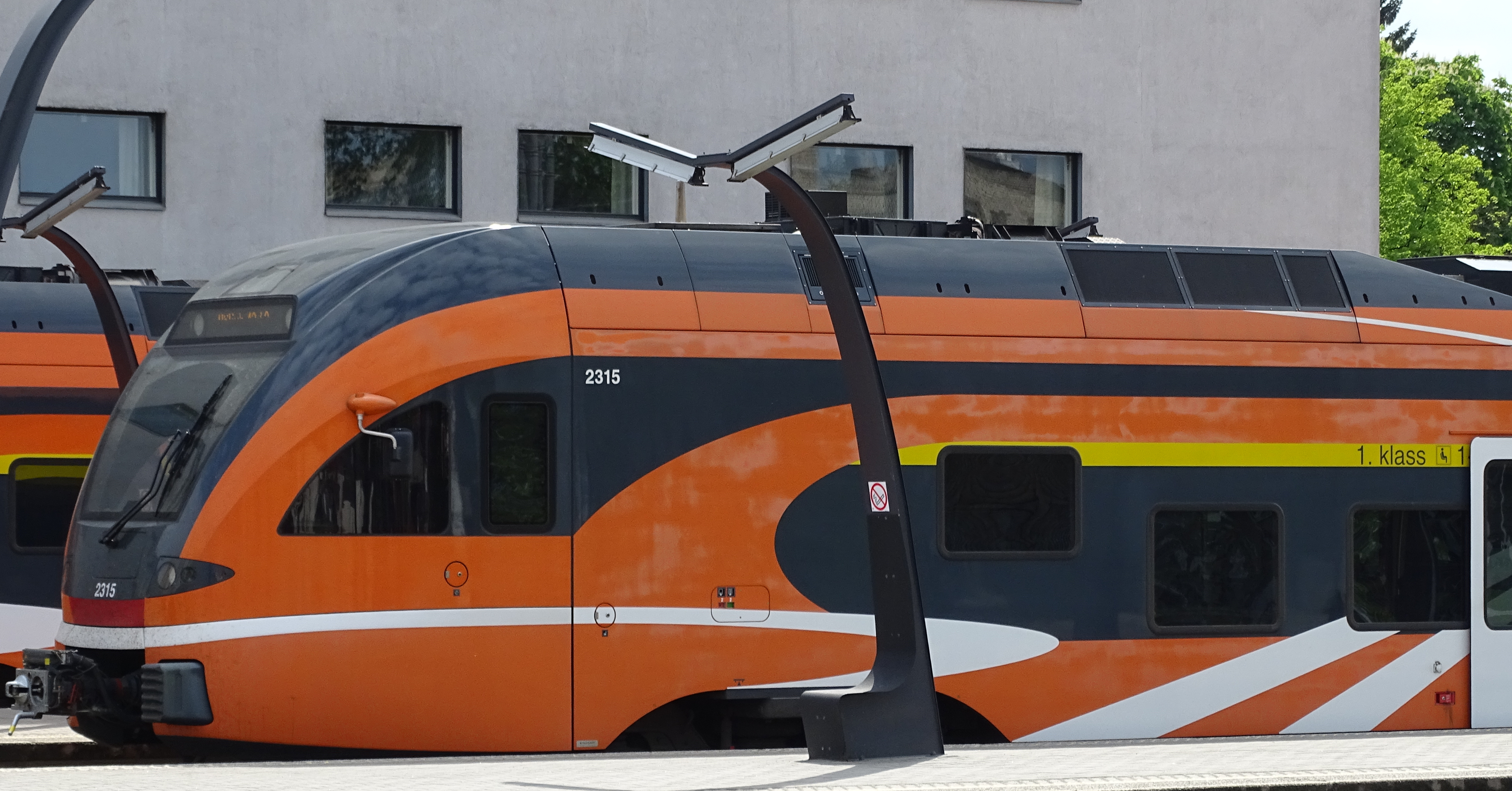
2315編成の先頭部 窓上に黄帯が塗られた部分が一等席部分である

## 導入予定の車両
2021年、エルロンはチェコのシュコダ・トランスポーテーションとシュコダ・ヴァゴンカのコンソーシアムとの間に、6両の新型電車導入に関する契約を結び、翌2022年にはオプション権を用いて10両の追加発注を実施した。これはチェコやスロバキア向けに製造が行われている「レギオパンター」と呼ばれる車両を基にエルロン向けに設計を変更したもので、直流（3,000 V）・交流（25,000 V、50 Hz）双方に対応した3両編成の交直流電車となる。一等座席32人を含む着席定員236人の長距離用編成（11編成）と二等座席のみで構成された着席定員263人の短距離用編成（5編成）が導入予定で、前者は3300形（3339 - 3347、3349、3350）、後者は4300形（4348、4351 - 4354）という形式番号で区別される一方、シュコダからは21Evという形式名が付けられている。双方とも車椅子やベビーカー、自転車向けのフリースペースが設置される予定になっている他、冬季に座席の一部を取り外しスキー板を搭載する事も可能である。また、車内は空調が完備されており、wi-fi通信にも対応する。エルロンへの納入は2024年夏季以降を予定しており、試運転を経て2025年から2026年にかけて営業運転に投入される事になっている。